# IC 3646
IC 3646 је спирална галаксија у сазвјежђу Береникина коса која се налази на листи објеката дубоког неба у Индекс каталогу.
Деклинација објекта је + 26° 31' 32" а ректасцензија 12h 40m 38,6s. Привидна величина (магнитуда) објекта IC 3646 износи 14,6 а фотографска магнитуда 15,4. IC 3646 је још познат и под ознакама MCG 5-38-53, CGCG 159-49, KUG 1238+268, IRAS 12381+2647, PGC 169892.